# Metacatharsius brevicosta
Metacatharsius brevicosta là một loài bọ cánh cứng trong họ Bọ hung (Scarabaeidae).